# Diemenomyia
Diemenomyia es un género de dípteros nematóceros perteneciente a la familia Limoniidae. Es originario de Tasmania, Australia.

## Especies
- Contiene las siguientes especies:
- D. bulbosa Alexander, 1928
- D. praetenuis Alexander, 1928